# MeerKAT
45°11′20.65″ пн. ш. 33°11′14.49″ сх. д. / 45.1890694° пн. ш. 33.1873583° сх. д.
MeerKAT або Масив телескопів Карру — радіотелескоп поблизу містечка Карнарвон (Carnarvon) у Північній Капській провінції на заході ПАР. На момент відкриття був найбільшим та найчутливішим телескопом Південної півкулі, що приймав сигнали в радіо-діапазоні (до початку роботи Square Kilometre Array). MeerKAT використовують у дослідженнях космічного магнетизму, еволюції галактик, вивчення найбільших структурних утворень космосу, темної матерії та природи джерел космічних радіосигналів. Його будівництво мало продемонструвати також технологічну спроможність ПАР збудувати та обслуговувати телескоп Square Kilometer Array. І 2019 року ця амбіція уряду ПАР була задоволена, коли його делегація взяла участь у підписанні договору зі зведення того телескопу. Тестовий майданчик з семи антен, що має назву KAT-7, зведений і випробуваний у 2010-му році.

## Технічні характеристики
Масив телескопів MeerKAT складається з 64 антен (офсетні, системи Грегорі: дводзеркальні антени, оснащені допоміжним рефлектором ввігнутої форми). Кожна «тарілка» — діаметром 13,5 м. Вибір конфігурації антен зумовлений вимогами до чутливості, якості прийому сигналу та захисту від небажаних джерел випромінювання на Землі та земній орбіті. Будова масиву MeerKAT нагадує дизайн одної з планованих складових Радіоантени площею у квадратний кілометр.
Устаткування MeerKAT дозволяє застосовувати різні методи спостережень та отримувати широкий спектр даних.
| Кількість антен                                      | 64                                         |
| Діаметр «тарілок»                                    | 13,5 м                                     |
| Мінімальна база радіоінтерферометрії                 | 29 м                                       |
| Максимальна база радіоінтерферометрії                | 8 км                                       |
| Діапазони частот приймаючих антен                    | 0.58 — 1.015 ГГц 1 — 1.75 ГГц 8 — 14.5 ГГц |
| Continuum imaging dynamic range 1.4 ГГц              | 60 дБ                                      |
| Line-to-line dynamic range 1.4 ГГц                   | 40 дБ                                      |
| Mosaicing imaging dynamic range 1.4 ГГц              | 27 дБ                                      |
| Linear polarisation cross coupling across −3 дБ beam | −30 дБ                                     |

Весь масив з 64 антен MeerKAT розподіляється на два компоненти:
- Щільний внутрішній компонент об'єднує 70 % антен. Вони розташовані згідно з нормальним розподілом, з дисперсією 300 м, найменшою відстанню 29 м і найбільшою — в 1 км.
- Решта, зовнішній компонент, розміщені за подібним принципом, але з дисперсією 2500 м і з найдовшою відстанню 8 км.

Друга фаза робіт передбачає збільшення бази для вимірювання інтерференції до 20 км.

## Будівництво
До початку будівництва команда Karoo Array Telescope працювала зі спеціально створеними Phased Experimental Demonstrator (PED) у Південно-Африканській астрономічній обсерваторії та eXperimental Development Model Telescope (XDM) в Радіоастрономічній обсерваторії Хартбістхук.
У серпні 2009 стартувало будівництво на плато Карру. Перші сім параболічних антен встановлено, а 2010 чотири з них об'єднані в інтегровану систему (названу КАТ-7) для отримання інтерферометричних даних астрономічних об'єктів. В грудні 2010 між одною з антен КАТ-7 і 26-метровою антеною обсерваторії Hartebeesthoek була зафіксована кореляція радіоінтерференції з наддовгою базою.
Згідно з попередніми планами будівництво масиву мало б завершитись у 2012, однак перегляд бюджету призвів до відтермінування. Жодного фінансування не було надано від 2010 до 2012 року. До 2015 року мали стати до роботи ще лише 15 «тарілок».
Залізобетонні фундаменти всіх антен MeerKAT були закладені до 11 лютого 2014. Майже 5000 м3 цементу і більш як 570 тон сталі були використані, основи антен дозволять астрономам працювати навіть при вітрі 65 км/год та гарантують цілісність антен при 144 км/год.
Згідно з оновленим планом робіт основні будівельні роботи мали завершитися протягом 2016 року і початися наукові дослідження. Всі антени працювали, однак діапазон прийому сигналів становив лише 750 МГц. Кожна наступна робоча фаза означала підключення нової групи приймачів, що дозволило досягти планової ширини смуги 4 ГГц.
|                                            | 2011 KAT-7 | 2016 MeerKAT Фаза 1 | 2018 MeerKAT Фаза 2 і 3           |
| ------------------------------------------ | ---------- | ------------------- | --------------------------------- |
| Кількість антен                            | 7          | 64                  | 64                                |
| Смуга частот (ГГц)                         | 0.9 — 1.6  | 1.00 — 1.75         | 0.58 — 1.015 1.00 — 1.75 8 — 14.5 |
| Максимальна робоча ширина смуги (ГГц)      | 0.256      | 0.75                | 2 (ціль 4)                        |
| Максимальна база радіоінтерферометрії (км) | 0.2        | 8                   | 20                                |
| Мінімальна база радіоінтерферометрії (м)   | 20         | 29                  | 29                                |

Офіційне відкриття телескопу відбулося 13 липня 2018 року, в той же день були представлені знімки околиць центру нашої галактики з безпрецедентними деталями.

## Заплановані спостереження
Протягом п'яти років астрономи, що подали заявки на проведення досліджень, матили змогу працювати з MeerKAT. Цілі наукових досліджень радіо-обсерваторії цілком відповідають задачам першої фази робіт РаКК, що підтверджує статус MeerKAT як основи майбутньої РаКК.
| Науковий проект | Керівники досліджень |
| --- | --- |
| Перевірка Теорії гравітації Ейнштейна та пошук гравітаційних хвиль — Вивчення фізики загадкових нейтронних зірок шляхом спостереження пульсарів. | Проф. Метью Бейлз, Swinburne Centre for Astrophysics and Supercomputing, Австралія                                                                                     |
| LADUMA (Looking at the Distant Universe with the MeerKAT Array, Огляд віддалених ділянок Всесвіту за допомогою MeerKAT) — над-глибоке вивчення нейтрального водню в ранньому Всесвіті. | Д-р Сара Блит (Університет Кейптауна, Південна Африка), д-р Бенн Холверда (Європейське космічне агентство, Нідерланди) д-р Ендрю Бейкер (Рутгерський університет, США) |
| MESMER (MeerKAT Search for Molecules in the, Пошук молекул у епоху реіонізації за допомогою MeerKAT) — Пошук CO у значному червоному зсуві (z>7) задля з'ясування ролі молекулярного водню у ранньому Всесвіті.                                                                                                  | Д-р Ян Гейвуд (Оксфордський університет, Сполучене Королівство) |
| Порівняльне дослідження за допомогою MeerKAT ліній поглинання атомічного водню і OH-ліній з віддалених сталих джерел (визначення коефіцієнтів OH-ліній може підказати яким чином в ранньому Всесвіті могли змінюватися фундаментальні константи).                                                                | Д-р Нірай Гупта (ASTRON, Нідерланди) д-р Рагунатан Шріананд (Inter-University Centre for Astronomy and Astrophysics, Індія)                                            |
| MHONGOOSE (MeerKAT HI Observations of Nearby Galactic Objects: Observing Southern Emitters, Спостереження за допомогою MeerKAT водневих ліній найближчих галактичних об'єктів: спостереження випромінюючих об'єктів південної півкулі) — Вивчення різних типів галактик, темної матерії та «космічної павутини». | Проф. Ервін де Блок (Університет Кейптауна, ПАР) |
| TRAPUM — пошук і дослідження нових та незвичайних пульсарів. | Д-р Бенджамен Стапперс (Jodrell Bank Centre for Astrophysics, Сполучене Королівство) проф. Майкл Крамер (Max Planck Institute for Radio Astronomy, Німеччина)          |
| Вивчення за допомогою MeerKAT водневих ліній у Скупченні Піч, формування галактик і еволюція в кластерному середовищі. | Д-р Паоло Серра (ASTRON, Нідерланди) |
| MeerGAL (MeerKAT High Frequency Galactic Plane Survey, Високочастотне вивчення галактичного диску за допомогою MeerKAT) — Galactic structure and dynamics, distribution of ionised gas, recombination lines, interstellar molecular gas and masers.                                                              | Д-р Марк Томпсон (University of Hertfordshire, Сполучене Королівство), д-р Шарміла Гоедгарт (РаКК-Південна Африка, ПАР)                                                |
| MIGHTEE (MeerKAT International GigaHertz Tiered Extragalactic Exploration survey, Міжнародне багаторівневе дослідження позагалактичних об'єктів за допомогою MeerKAT у ГГц-діапазоні) — Спостереження в глибокому континіумі ранніх радіо-галактик.                                                              | Dr Курт ван дер Гейден (Університет Кейптауна, ПАР), д-р Метт Ярвіс (University of the Western Cape, ПАР і University of Hertfordshire, Велика Британія)               |
| ThunderKAT (The Hunt for Dynamic and Explosive Radio Transients with MeerKAT, Пошук за допомогою MeerKAT динамічних та вибухових радіо-випромінюючих об'єктів) — напр. гамма-спалахів, Нових та Наднових, а також нових типів джерел радіо-випромінення.                                                         | Проф. Партік Вудт (Університет Кейптауна, ПАР) проф. Роб Фендер (University of Southampton, Велика Британія)                                                           |

MeerKAT також брав участь у глобальних РНДБ-спостереженнях, співпрацюючи з усіма найбільшими обсерваторіями світу. Від Масиву телескопів Карру очікували суттєвого внеску в збільшення чутливості планетарної РНДБ-мережі. В майбутньому обсерваторія вирішуватиме задачі програми пошуку позаземного інтелекту та співпрацюватиме з NASA як приймач сигналів від космічних зондів.

## Відзнаки
13 січня 2023 команда науковців з телескопу MeerKAT отримала престижну нагороду Лондонського королівського астрономічного товариства за колективне досягнення в астрофізииці (Group Achievement Award, A). Формалювання нагороди згадує перші знімки хмар гарячого газу в околицях центру Чумацького шляху (radio bubbles around Sgr A*) і свідчень їх спільного походження, слід у радіодіапазоні першої спостереженої події злиття нейтронних зірок (radio afterglow of the... neutron star merger event) і виявлення потужних сплесків із чорної діри зоряної маси, внесок у перше спостереження сліду гамма-спалаху (first afterglow from a gamma-ray burst). Також підкреслюється внесок роботи MeerKAT у розвиток людського капіталу в Африці, виховання нового покоління астрономів та тестування програми масиву радіотелескопів площею 1 км2.